# Gino De Dominicis
Gino De Dominicis (né le 1er avril 1947 à Ancône, en Italie ; mort le 29 novembre 1998 à Rome), est un représentant de l'art italien qui, de 1960 aux années 1980, a été très contesté et traité de mystificateur[Par qui ?]. À la fois peintre, sculpteur, philosophe et architecte, son art rappelle l’Arte Povera, la trans-avant-garde et appartient aussi à l'art conceptuel, mais du fait de son indépendance complète on ne peut cependant le classer réellement dans aucun mouvement ni aucun groupe.

## Vie et œuvre
Gino De Dominicis étudia à l'institut artistique d’Ancône auprès d’Edgardo Mannucci (it). Il tint sa première exposition personnelle à Rome à la Galleria L'Attico (it) en 1969. Il voyagea un certain temps puis s'installa à Rome en 1969.
L’œuvre de De Dominicis peut se diviser en deux périodes de création : la première, entre la fin des années 1960 et la fin des années 1970, fait partie au sens le plus large de l'art conceptuel, et la seconde période entre le début des années 1980 et 1998, l'année de sa mort, appartient à la peinture néo-figurative (es).
De Dominicis est apparu pour la première fois à la Biennale de Venise en 1972 en compagnie d’un jeune homme atteint de trisomie 21 qu'il utilisait comme un élément de son art. En 1972 également il participa à la documenta 5 à Cassel, dans la section mythologies individuelles (de) : Auto-représentation - Performances - Activities - Changes et vidéo et à la documenta 7 en 1982 comme représentant des artistes. Il participa encore plusieurs fois à la Biennale de Venise.
Gino De Dominicis menait une existence aux facettes multiples : en même temps dandy, extravagant et ermite céramiste en secret. Il était si célèbre en Italie qu'il influença une génération entière d’artistes italiens. Il refusait lui-même de livrer des détails plus précis sur sa vie et son œuvre.
Son œuvre, qui se compose des nombreux tableaux, dessins et équipements, traitait avec intensité de sujets existentiels comme la vie, la mort et l’immortalité. L’ensemble de sa création artistique était une lutte contre le temps qui s’écoule.